# Carex qingdaoensis
Carex qingdaoensis är en halvgräsart som beskrevs av F.Z.Li och S.J.Fan. Carex qingdaoensis ingår i släktet starrar, och familjen halvgräs. Inga underarter finns listade i Catalogue of Life.